# Avenida Suba
La Avenida Suba, también conocida como Avenida Transversal de Suba o Avenida Alfredo D. Bateman, es una arteria vial principal en el noroccidente de Bogotá, Colombia.

## Nomenclatura
Aunque se le conoce comúnmente como “Avenida Suba”, en realidad está compuesta por dos vías distintas:
- Avenida Alfredo D. Bateman, que inicia en la Avenida Calle 80 —junto al costado oriental de la Escuela Militar de Cadetes José María Córdova— y se extiende hasta la Calle 145.

- Avenida Transversal de Suba, que comienza en la Carrera 76 y continúa hasta la Carrera 147.

| Nombre                      | Denominación   | Tramo                  |
| --------------------------- | -------------- | ---------------------- |
| Avenida Alfredo D. Bateman  | Carrera 50     | Calle 80-Calle 94 bis  |
| Avenida Alfredo D. Bateman  | Transversal 55 | Calle 94 bis-Calle 100 |
| Avenida Alfredo D. Bateman  | Transversal 60 | Calle 100-Carrera 72   |
| Avenida Alfredo D. Bateman  | Transversal 76 | Carrera 72-Calle 138   |
| Avenida Transversal de Suba | Calle 145      | Carrera 76-Carrera 147 |

## Historia
Inaugurada en 1990 durante la alcaldía de Andrés Pastrana, la Avenida Suba fue reconstruida en 2006 para integrar plenamente la troncal del sistema TransMilenio.
El 28 de abril de 2004, en el marco de la construcción de la Fase II de TransMilenio, se registró la Tragedia del Agustiniano: una retroexcavadora que transitaba por un tramo elevado perdió el control y cayó sobre un bus escolar de la ruta 12 del Colegio Agustiniano Norte, cerca de la Calle 138. El accidente cobró la vida de 23 personas —en su mayoría niños— y dejó 34 heridos. La maquinaria pesada debía haber sido transportada en cama‑baja y con escolta, pero se desplazaba sin cumplir estas normativas. En el sitio se encuentra hoy el monumento “21 Ángeles” y la estación homónima de TransMilenio, ambos erigidos en homenaje a las víctimas.

## Trazado
Estas dos avenidas conforman un recorrido total de 12,2 km dentro de Bogotá:
Al sur, la Alfredo D. Bateman comienza en la intersección de la Avenida Calle 80 y la Avenida Carrera 30, en la localidad de Barrios Unidos, y se extiende hacia el norte, integrándose al corredor del sistema TransMilenio entre la estación San Martín y el Portal de Suba.
En la intersección de la Calle 145 con la Transversal 76 inicia la Avenida Transversal de Suba, que continúa hacia el occidente hasta la Carrera 147 

### Cruces y puntos principales a lo largo del trayecto
- Intersección semafórica con la Carrera 50
- Intersección semafórica con la Avenida Calle 100
- Intersección semafórica con la Avenida Calle 116
- Intersección semafórica con la Avenida Calle 127
- Puente sobre la Avenida Carrera 72
- Intersección semafórica con la Avenida Carrera 104

## Transporte público

### Troncal Suba de TransMilenio
La troncal Suba es un corredor tipo BRT que cuenta con 14 estaciones, conectando desde el Portal de Suba hasta la intersección entre la Avenida Calle 80 y la Avenida Carrera 104. En el marco del SITP, su símbolo es un cuadrado amarillo con la letra “C”, que identifica claramente esta línea.
Este corredor comenzó a operar el 29 de abril de 2006, fecha en que se inauguró el Portal de Suba. En abril de 2014, con la incorporación de los buses duales —vehículos capaces de circular tanto por carriles exclusivos como por vías mixtas— se habilitaron además dos paraderos pre‑troncales al occidente del portal, mejorando la conectividad hacia barrios adyacentes. Los buses duales (de color rojo con extremos grises) permiten abordar tanto en estaciones centrales como en paraderos laterales, lo cual optimizó el acceso y redujo tiempos de espera.

### Rutas zonales
Desde 2021, el Sistema Integrado de Transporte Público (SITP) implementó una nueva nomenclatura para las rutas zonales (excepto las rutas alimentadoras), armonizándola con la utilizada en las troncales de TransMilenio. En este esquema, la letra inicial indica la zona de destino del bus, mientras que los números subsiguientes identifican la ruta específica.
Sin embargo, durante el período de transición, algunas rutas continuaron operando bajo la nomenclatura anterior.
| A103 Est. Calle 76                         | C104 Suba Compartir                   |               |
| C109 Tibabuyes B109 Canton Norte           |                                       |               |
| C110 Chorrillos - Portal de Suba           | C116 Fontanar del Río H116 San Carlos |               |
| C117 Villa Cindy A117 Chapinero            |                                       |               |
| C118 Suba Berlín B118 San Cristóbal Norte  |                                       |               |
| C124 Bilbao A124 Centro                    |                                       |               |
| C129 Bilbao A129 Germania                  |                                       |               |
| C137 Suba Corpas G137 Metrovivienda        |                                       |               |
| C138 Bilbao B138 Cedritos                  |                                       |               |
| C144 Bilbao B145 San Cristóbal Norte       |                                       |               |
| C146 Casablanca Norte - 21 Angeles         |                                       |               |
| C147 Bilbao G147 Metrovivienda             |                                       |               |
| C149 Bilbao L149 Est. Av. 1 de Mayo        |                                       |               |
| C151 Tibabuyes A151 Centro                 |                                       |               |
| C156 Bilbao G156 El Recreo                 |                                       |               |
| C157 Suba Corpas G157 El Recreo            |                                       |               |
| C159 Villa Cindy - Suba Pueblo             | C160 Orquídeas - Est. La Campiña      |               |
| C162 Villa Gloria B162 San Cristóbal Norte | K321 Fontibón Brisas C321 Tibabuyes   |               |
| K323 El Recodo C323 Suba Compartir         |                                       |               |
| G503 San Bernardino                        | G509 Metrovivienda C509 Suba Corpas   |               |
| H607 Arborizadora Alta                     |                                       |               |
| H630 Arborizadora Alta                     | H705 Alfonso Lopez                    | A900 Galerías |
| B917 Terminal del Norte C917 Santa Cecilia |                                       |               |

| 11-2 San Andrés | 11-9 Lisboa | 11-10 Bilbao |

| 599 Bosa San Diego - Suba La Gaitana | E17 Villa Gloria - Chicó       | E43 Villa Gloria - Chicó            |
| E44 Mirandela - El Uval              | T08 Tuna Alta - Portal de Suba | T13 Hospital San Blas - Villa Cindy |
| T795 Corpas - Est. Calle 100         |                                |                                     |

## Sitios importantes en la vía

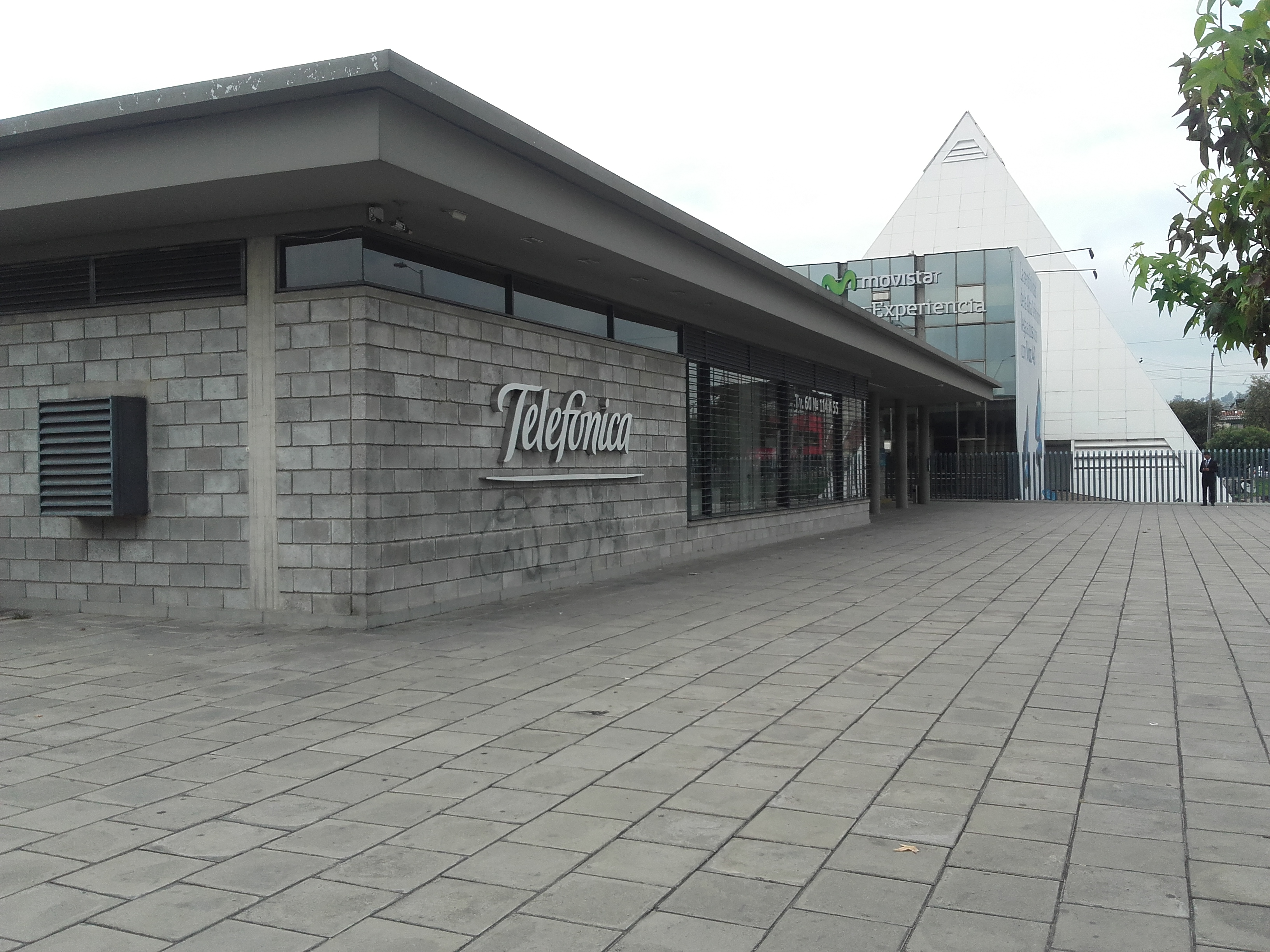
Sede de Telefónica, con la pirámide al fondo.

### Suba
- Parque Fontanar del Río, en la carrera 136A.
- Almacén Éxito Suba y centro comercial Alpaso Plaza, en la carrera 104.
- Centro comercial Fiesta Suba, en la carrera 101.
- Centro comercial Acuarela, en la carrera 92.
- Centros comerciales Centro Suba y Subazar, en la carrera 91.
- Cementerio de Suba, en la carrera 88.
- Monumento de los 21 Ángeles de la Tragedia del Agustiniano, en la carrera 76.
- Club Colsubsidio La Colina, en la calle 131.
- Universidad católica Luis Amigó, en la calle 128A.
- Centros comerciales Niza y Bulevar Niza, en la calle 127.
- Centro comercial Bahía 122, en la calle 124.
- Humedal de Córdoba, entre calles 116 y 117D.
- Sede de Telefónica y centro comercial Ilarco, en la calle 115.
- Centro comercial Puente Largo y Parroquia Dei Verbum, en la calle 106B.
- Clínica Frail, en la carrera 64.
- Centro comercial Master Center, en la calle 100.

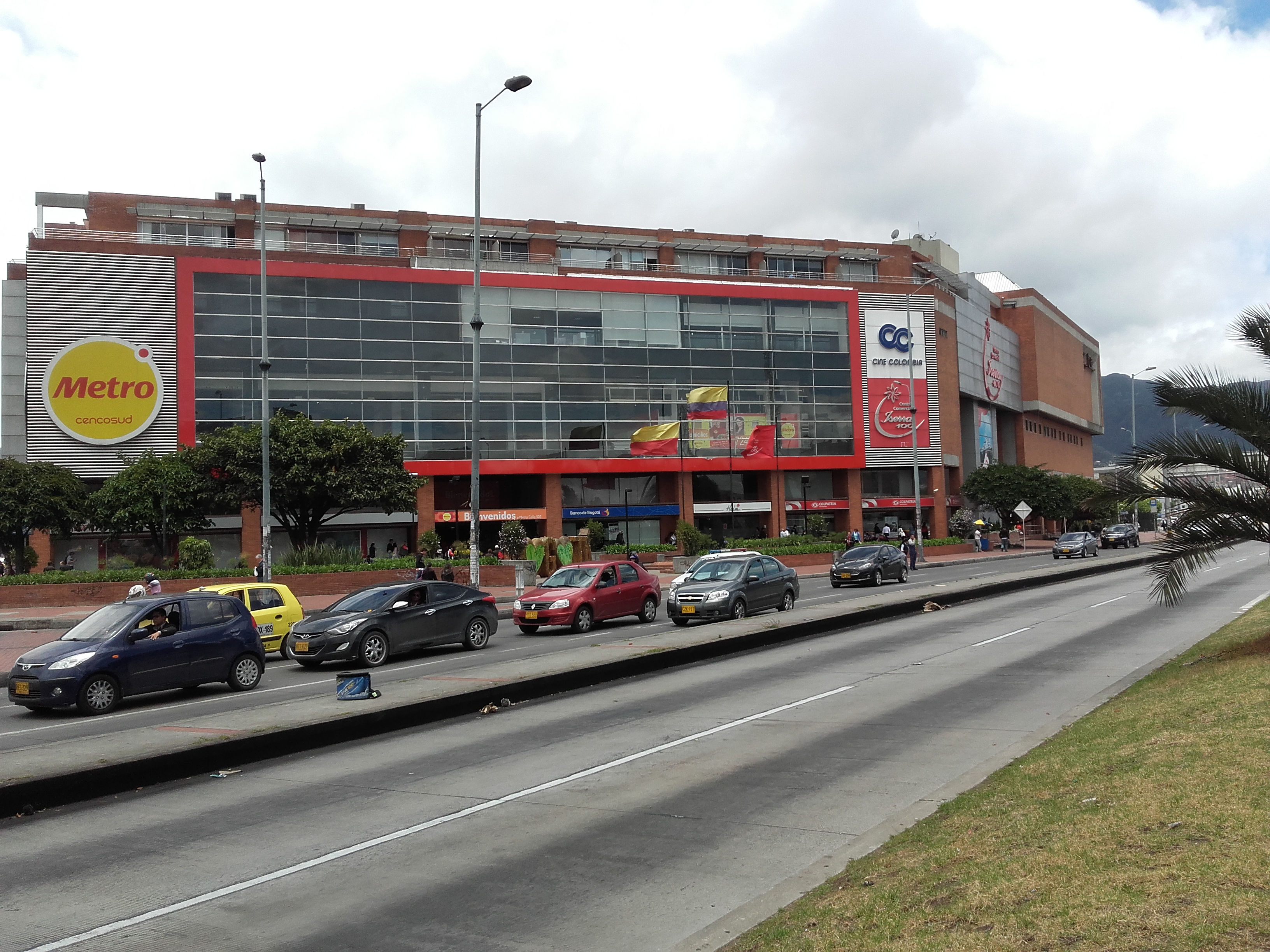
Centro comercial Iserra 100.

### Barrios Unidos
- El centro comercial Iserra 100, en la calle 100.
- Escuela Militar de Cadetes José María Córdova, en la calle 80.